# Polygonaceae
Le Poligonacee (Polygonaceae Juss. 1789) sono una famiglia di angiosperme eudicotiledoni dell'ordine Caryophyllales, diffuse per lo più nelle regioni temperate boreali.
Appartengono a questa famiglia: il grano saraceno, il rabarbaro, i romici.
Probabilmente il nome della famiglia (poly = molti; gonium = angolo) fa riferimento alla forma del frutto che è angoloso.

## Descrizione
Comprende specie per lo più erbacee perenni (ma anche cespugli e piccoli alberi), monoiche o dioiche.
Le foglie sono alterne, semplici provviste di un'ocrea (una guaina membranosa avvolgente il fusto).
I fiori, ermafroditi o unisessuali, sono attinomorfi e riuniti in infiorescenze. Possono avere un perigonio con elementi sepaloidi (es. Rumex), in relazione all'impollinazione di tipo anemogamo, o di tipo petaloide (es. Polygonum), in specie entomogame.  L'ovario è supero tricarpellare e uniloculare.
Il frutto è un achenio.

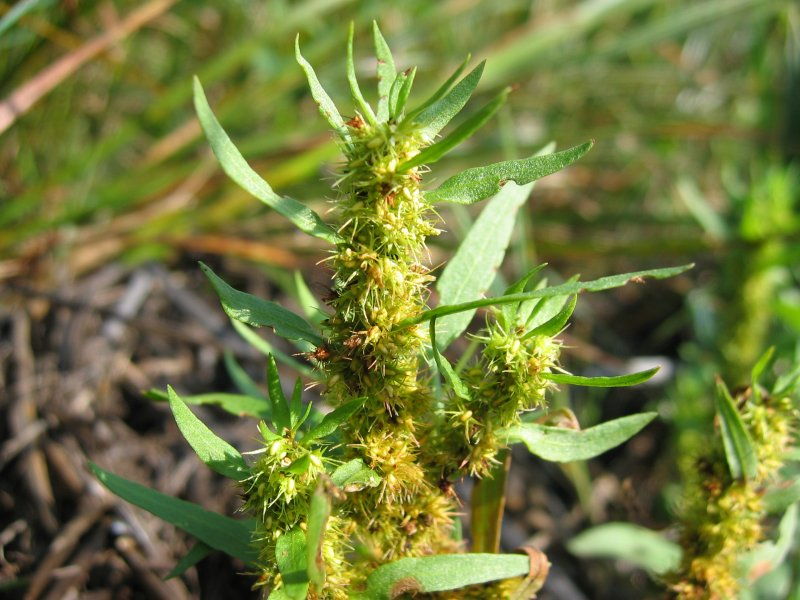
Fiori con perigonio sepaloide (Rumex)
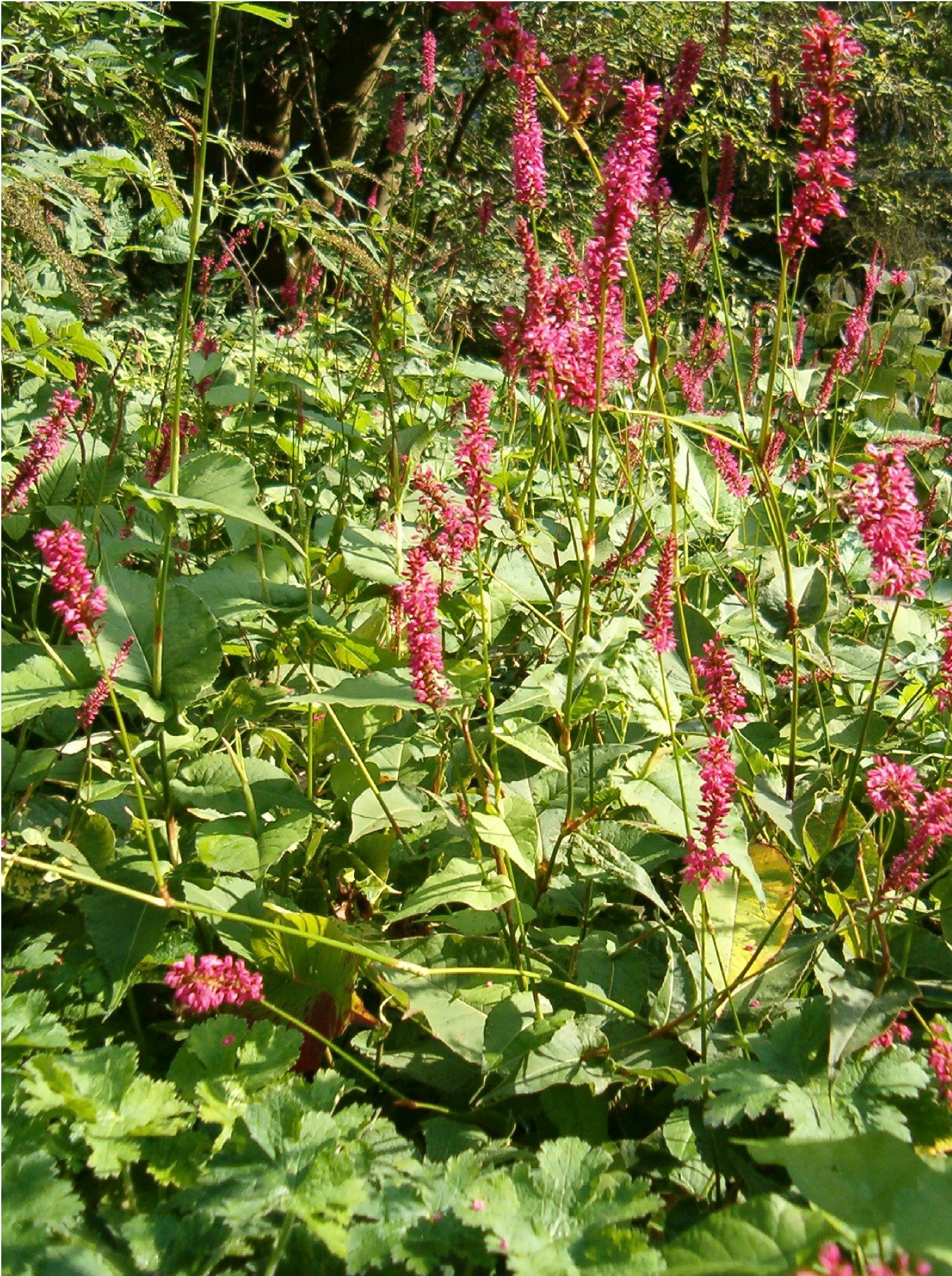
Fiori con perigonio petaloide (Polygonum)

## Tassonomia
Nel Sistema Cronquist le Polygonaceae venivano assegnate, come unica famiglia, all'ordine delle Polygonales.
La moderna Classificazione APG la include invece nell'ordine delle Caryophyllales.
La famiglia comprende 55 generi in 14 tribù e 3 sottofamiglie:
- Sottofamiglia Eriogonoideae
  - Tribù Brunnichieae
    - Afrobrunnichia Hutch. & Dalziel
    - Brunnichia Banks ex Gaertn.
    - Antigonon Endl.

  - Tribù Coccolobeae
    - Coccoloba P.Browne
    - Neomillspaughia S.F.Blake
    - Podopterus Bonpl.

  - Tribù Eriogoneae
    - Acanthoscyphus Small
    - Aristocapsa Reveal & Hardham
    - Centrostegia A.Gray
    - Chorizanthe R.Br. ex Benth.
    - Dedeckera Reveal & J.T.Howell
    - Dodecahema Reveal & C.B.Hardham
    - Eriogonum Michx.
    - Gilmania Coville
    - Goodmania Reveal & Ertter
    - Harfordia Greene & Parry
    - Hollisteria S.Watson
    - Johanneshowellia Reveal
    - Lastarriaea J.Rémy
    - Mucronea Benth.
    - Nemacaulis Nutt.
    - Oxytheca Nutt.
    - Sidotheca Reveal
    - Stenogonum Nutt.
    - Systenotheca Reveal & Hardham

  - Tribù Gymnopodieae
    - Gymnopodium Rolfe

  - Tribù Leptogoneae
    - Leptogonum Benth.

  - Tribù Pterostegieae
    - Pterostegia Fisch. & C.A.Mey.

  - Tribù Triplarideae
    - Enneatypus Herzog
    - Magoniella Adr.Sanchez
    - Ruprechtia C.A.Mey.
    - Salta Adr.Sanchez
    - Triplaris Loefl.
- Sottofamiglia Polygonoideae
  - Tribù Calligoneae
    - Calligonum L.
    - Pteropyrum Jaub. & Spach

  - Tribù Fagopyreae
    - Eskemukerjea Malick & Sengupta
    - Fagopyrum Mill.

  - Tribù Oxygoneae
    - Oxygonum Burch. ex Campd.

  - Tribù Persicarieae
    - Bistorta (L.) Scop.
    - Koenigia L.
    - Persicaria Mill.

  - Tribù Polygoneae
    - Atraphaxis L.
    - Bactria Yurtseva & Mavrodiev
    - Caelestium Yurtseva & Mavrodiev
    - Duma T.M.Schust.
    - Fallopia Adans.
    - Knorringia (Czukav.) Tzvelev
    - Muehlenbeckia Meisn.
    - Polygonum L.
    - Reynoutria Houtt.

  - Tribù Pteroxygoneae
    - Pteroxygonum Dammer & Diels

  - Tribù Rumiceae
    - Oxyria Hill
    - Rheum L.
    - Rumex L.
- Sottofamiglia Symmerioideae
  - Symmeria Benth.

## Usi

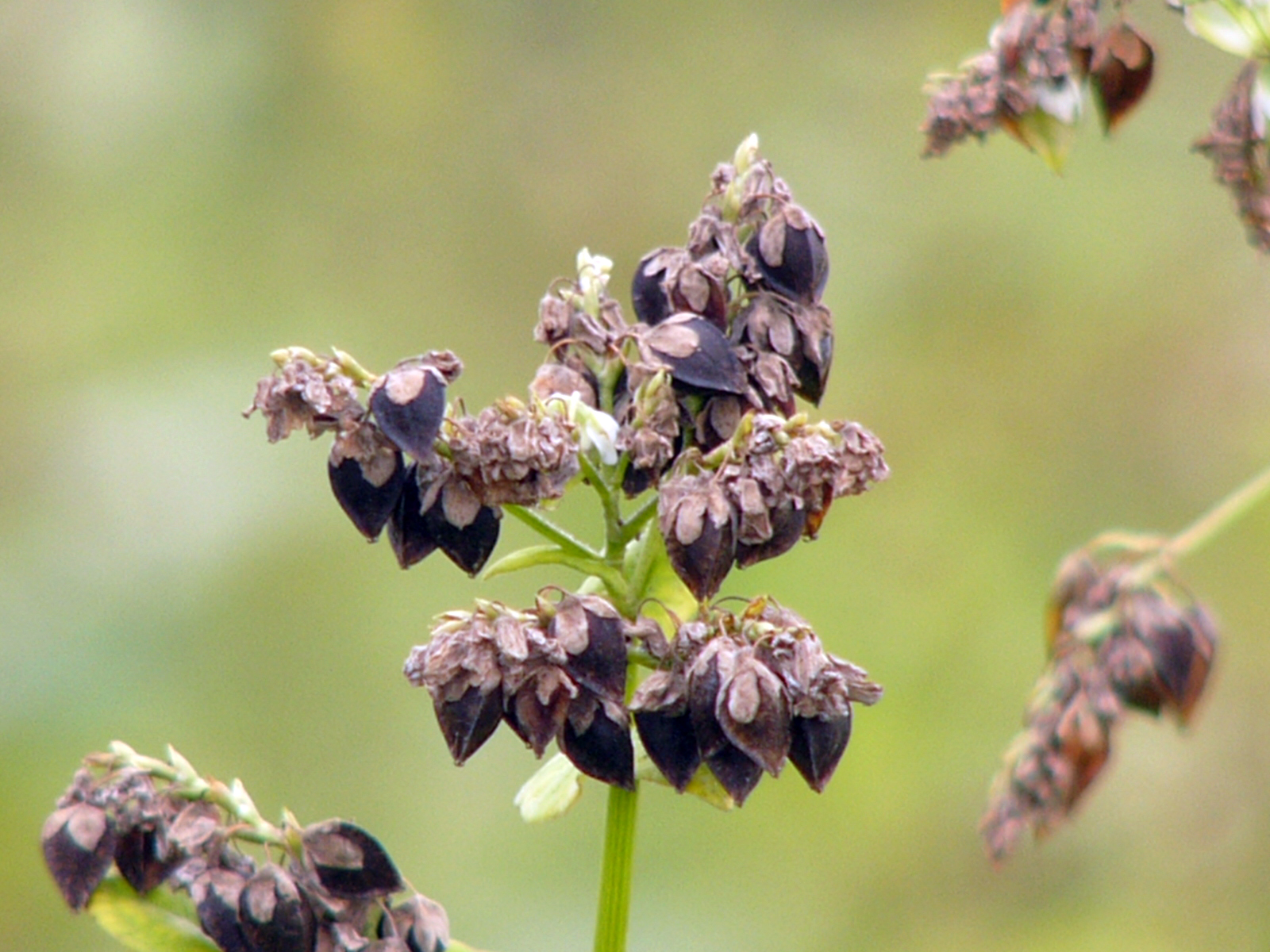
Frutti di grano saraceno

La famiglia comprende specie di interesse agrario quali il grano saraceno (Fagopyrum esculentum) importante coltura nelle regioni alpine e il genere Rheum (i rabarbari) dalle cui radici vengono estratti principi amari usati in farmacia e liquoreria.
Alcune specie spontanee (ad. es. specie del genere Rumex, le acetoselle) vengono consumate in zuppe o aggiunte alle insalate.
Alcune specie di Rheum  vengono inoltre coltivate come specie ornamentali.